# Tsingoni-moskee
De Tsingoni-moskee is een moskee in Tsingoni op het eiland Mayotte. Ze wordt beschouwd als de vroegst gevestigde moskee in Frankrijk.

## Geschiedenis
De exacte datum van de oprichting van de moskee is onderwerp van discussie. Eén bron plaatst de bouw van de moskee in 1538. Onderzoekers dateren de oprichting van de moskee rond 1441. 
In 1994 werd een nieuwe minaret voor het gebouw gebouwd. In 2016 werd de moskee geclassificeerd als Frans historisch monument. Begin 2019 werd de moskee gerenoveerd voor een bedrag van € 2 miljoen.